# Kurt Thomas
Kurt Bilteaux Thomas (Miami, 29 de março de 1956 – 5 de junho de 2020) foi um ginasta estadunidense, que competiu em provas de ginástica artística pelos Estados Unidos. 

## Biografia
Formado pela Universidade do Estado de Indiana, Thomas tornou-se membro da equipe nacional aos vinte anos, apto e classificado a participar dos Jogos de Montreal, do qual saiu sem medalhas individual e por equipe. Dois anos mais tarde, tornou-se o primeiro ginasta norte-americano a conquistar uma medalha de ouro, na prova do solo, em uma edição de Mundial — o Campeonato de Estrasburgo, no qual superou o soviético Alexander Dityatin. No ano seguinte, foi o primeiro ginasta a receber o Sullivan Award, como o melhor atleta nacional. Na competição internacional de 1979, o Mundial de Ft. Worth, conquistou ainda seis medalhas em oito finais disputáveis, com dois ouros individuais por aparelhos — solo e barra fixa. Classificado a competir nos Jogos de Moscou, fora impossibilitado devido ao boicote à União Soviética. Kurt ainda detém a conquista de quatro medalhas pan-americanas e um dos movimentos mais executados no cavalo com alças e no solo — o Thomas. Em 1992, tornou-se o ginasta mais velho, até então aos 36 anos de idade, a integrar a equipe nacional.
Kurt, após aposentar-se, trabalhou como comentarista na ESPN e casou-se com Rebecca Jones — bailarina e coreógrafa de ginástica —, com quem teve dois filhos. Em 2003, o ex-atleta fora inserido no International Gymnastics Hall of Fame. Foi treinador no ginásio que abriu no Texas, o Kurt Thomas Gymnastics Training Center.
Morreu no dia 5 de junho de 2020, aos 64 anos, de AVC causado por um rompimento na artéria basilar no tronco cerebral.